# Shoot 'em up

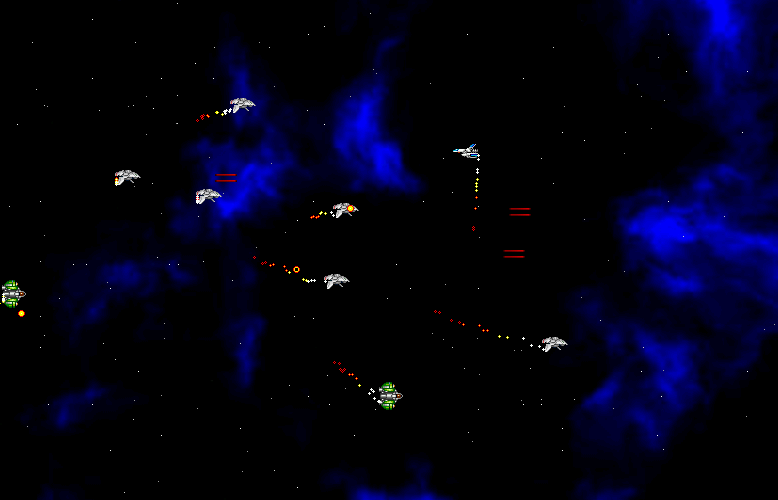
Project Starfighter, ett typiskt shoot 'em up-spel, med rymdfarkoster och sidscrollande skärm.

Shoot 'em up (engelska:, av shoot "skjut" och beat 'em up), Shmup eller STG (den japanska förkortningen) är en datorspelsgenre där spelaren oftast har begränsade möjligheter att styra ett objekt, ofta en rymdfarkost, och spelarens huvuduppgift är att skjuta ned fiender och undvika farliga hinder och inkommande projektiler. Klassiska shoot 'em up-spel är bland andra Asteroids, Space Invaders och Galaga.
Nutidens shoot 'em up-spel är ofta mycket svåra, vilket gör att de riktar sig till en begränsad marknad. På grund av detta släpps det inte särskilt många shoot 'em up-spel utanför Japan i dag.

## Subgenrer
Man kan dela upp Shoot 'em up i subgenrer:
- Stationära shmup – Genrens ursprung. Ganska få skott på skärmen och med en stor träffyta på spelaren. Spelplanen scrollar inte i någon riktning. Space Invaders är troligen det mest kända exemplet och sägs också vara genrens ursprung.
- Vertikalt scrollande – Man ser spelplanen uppifrån och skärmen scrollar uppåt (undantagsfall där skärmen scrollar nedåt är sällsynt). Exempel: Ikaruga och Ibara.
- Horisontellt scrollande (eller sidscrollande) – Man ser spelplanen från sidan och skärmen scrollar vanligtvis åt höger men det finns sidscrollande shooters där spelaren själv avgör i vilken riktning skärmen scrollar (t.ex. Defender och DropZone). Klassiskt exempel på spel är Scramble.
- Isometriskt scrollande – Man ser spelplanen snett uppifrån i pseudo-3D, inte jättevanligt men t.ex. Zaxxon från SEGA har det perspektivet.
- Run and gun – En typ av spel som kombinerar plattformsspel och shoot 'em up, till exempel Metal Slug, Probotector och Ikari Warriors.[1] Ofta finns det gott om power ups i dessa spel.

- Bullet hell (弾幕 danmaku?, ungefär kulhelvete eller kulregn) – En ganska ny företeelse. Antalet skott på skärmen samtidigt är ofta enormt, men i gengäld så är spelarens träffyta mycket mindre, oftast bara en eller ett par pixlar ofta väl synligt ungefär i mitten av spelaren. Till skillnad från klassiska shmups så är användandet av power ups väldigt begränsat, oftast har man bara vapnet man startar med och eventuellt en eller flera smart bombs. På grund av svårighetsgraden så är det ganska få som spelar dessa spel, men på den japanska marknaden finns det ett flertal gratisspel att tillgå, många av dem gjorda i programspråket D. Spelet Batsugun från företaget Toaplan anses vara starten på Danmaku-genren[2], när Toaplan gick i konkurs startade några före detta anställda företaget Cave[3] som numera är det företag som gjort flest spel i genren (de innehar världsrekordet[4]).
- Boss Rush – Många shoot'em up-spel består av nivåer med ganska svaga fiender och slutar med en boss, en svårare och ofta större motståndare som kräver mer precision och uthållighet för att klara av. Boss Rush-spel består helt enkelt bara av boss efter boss. Exempelvis kom Caves Danmaku-spel Ketsui - Kizuna Jigoku Tachi i en omarbetad Boss Rush-version till Nintendo DS.

## Exempel på shoot 'em up-spel
- Arrow Flash (1990)
- Border Down (2003)
- Defender (1980)
- Scramble (1981)
- Gradius (1985)
- R-Type (1987)
- Uridium (1986)
- Delta (1987)
- Armalyte (1988)
- Axelay (1992)
- Ikaruga (2001)
- Panzer Dragoon (1995)
- Radiant Silvergun (1998)
- Mushihimesama (2004)
- Philosoma (1995)
- Ibara (2005)
- Donpachi (1995)
- Dodonpachi (1997)
- Batsugun (1993)
- Soukyugurentai (1996)
- Espgaluda (2003)
- Hitogata Happa (2011)

### Fotnoter
1. ↑  http://uk.gamespot.com/wii/action/bloodywolf/review.html?om_act=convert&om_clk=gssummary&tag=summary;review Arkiverad 12 december 2008 hämtat från the Wayback Machine.
2. ↑  ”Curtains for You: The History of Bullet Hell”. USgamer.net. Arkiverad från originalet den 19 november 2015. https://web.archive.org/web/20151119075825/http://www.usgamer.net/articles/curtains-for-you-the-history-of-bullet-hell. Läst 17 november 2015.
3. ↑  ”Toaplan History”. allyourbase.toaplan.org. Arkiverad från originalet den 4 mars 2016. https://web.archive.org/web/20160304120306/http://allyourbase.toaplan.org/history/index.html. Läst 17 november 2015.
4. ↑  ”Most prolific developer of danmaku shooters”. Guinness World Records. http://www.guinnessworldrecords.com/world-records/most-prolific-developer-of-danmaku-shooters/. Läst 17 november 2015.